# Farnabàzida
La dinastia Farnabàzida fou una nissaga georgiana que va governar al regne d'Ibèria de vers el 300 al 160 aC. Tot i aquest llarg període només va tenir dos reis segons les cròniques pel que devien viure molts anys. Fou també anomenada Kartlòsida per tenir origen a Mtskhetha a Kartli.
Els dos reis foren:
- Parnavaz I (Farnabaz o Farnabaces) que dona nom a la dinastia, que hauria nascut vers el 325 aC i mort vers el 235 aC, o sigui que va viure 90 anys.
- Saurmag I (Sauromas o Sauromaces) fill de l'anterior, que hauria viscut encara més anys. Va morir amb una sola filla, i va adoptar com a fill al seu gendre Mirian I d'Ibèria, que va fundar la dinastia Nebròtida o Nemròdida.